# Superallsvenskan i ishockey 2001
Superallsvenskan i ishockey 2001 spelades vårsäsongen år 2001. De bästa lagen från allsvenska norr- och södergruppen höstsäsongen 2000 gick dit.

## Tabell
Lag 1–2: Kvalificerade för Kvalserien till Elitserien i ishockey 2001

Lag 3–6: Kvalificerade för Playoff

Lag 7–8: Kvalificerade för Allsvenskan
| Nr | Lag                | S  | V | ÖV | ÖF | F | GM | IM | MS  | P  |
| -- | ------------------ | -- | - | -- | -- | - | -- | -- | --- | -- |
| 1  | Södertälje SK      | 14 | 8 | 1  | 0  | 5 | 45 | 36 | +9  | 26 |
| 2  | Linköpings HC      | 14 | 6 | 2  | 2  | 4 | 49 | 33 | +16 | 24 |
| 3  | Hammarby IF        | 14 | 6 | 2  | 1  | 5 | 36 | 29 | +7  | 23 |
| 4  | Tingsryds AIF      | 14 | 6 | 1  | 2  | 5 | 37 | 37 | 0   | 22 |
| 5  | Skellefteå AIK     | 14 | 5 | 2  | 3  | 4 | 39 | 40 | −1  | 22 |
| 6  | IK Nyköpings NH 90 | 14 | 5 | 1  | 3  | 5 | 38 | 46 | −8  | 20 |
| 7  | Bofors IK          | 14 | 5 | 2  | 0  | 7 | 41 | 47 | −6  | 19 |
| 8  | Rögle BK           | 14 | 3 | 1  | 1  | 9 | 36 | 53 | −17 | 12 |